# Massimiano (poeta)
Massimiano (in latino Maximianus; 490 circa – 560 circa) è stato un poeta latino, ultimo rappresentante dell'elegia latina.

## Biografia
Nulla di illuminante sulla biografia ricaviamo dalla sphragìs, la «firma» che l'autore stesso ci lascia al v. 26 della IV elegia, né dai nomi propri delle tre donne cantate nei carmi. Gli appellativi di Licoride, Candida e Aquilina infatti, non possono essere altro che una semplice rievocazione onomastica della classicità; paradigmatico è il nome di Licoride, la donna cantata e amata da Cornelio Gallo. Sul nome di Massimiano, citiamo comunque la curiosa teoria di Webster, riportata da Prada nell'introduzione al suo studio sul tardo epigono degli elegiaci augustei. Webster ricorda la prassi degli autori latini di servirsi di nomi fittizi al posto del loro nome reale, per due motivi: difficoltà prosodiche oggettive di inserire il nome del poeta all'interno di un verso; affinità fisiche/morali racchiuse già nel nome immaginario del protagonista, come in Marziale, dove il nome Maximina equivarrebbe a maxima (natu). Dunque, conclude Webster, «this use, together with our poet's frequent adaptions of Martial, makes it quite conceivable that Maximianus has the same meaning as an English comic paper might say “Mr. Oldster”», ovvero, «Maximianus non è il nome dell'autore delle elegie, ma semplicemente un nome descrittivo, in senso ironico, che serve a meglio designare l'eroe della I elegia, il cui tema sarebbe “vecchiaia in gioventù”; ed in tal caso Maximianus significherebbe “Sig. Vecchio”, usato ironicamente, così come in inglese “Mr. Oldster”».
Più interessanti, invece, gli altri quattro riferimenti: uno nella I elegia, uno nella III e due nella V. L'ovvia premessa è che questi, a cominciare dalla sphragìs di IV, 26, siano realmente, e tutti quanti, autobiografici, piuttosto che elementi scenici di finzione letteraria, inseriti a proprio uso e consumo, nel rispetto dei cànoni elegiaci e delle regole di composizione del genere. Nel dettaglio:
Il primo riferimento che si incontra è al v. 63 della I elegia ed è un richiamo geografico: l'autore descrive informa di un periodo della sua vita in cui avrebbe vissuto stabilmente a Roma. Non solo: nei primi cento versi, Massimiano, o almeno la voce narrante della I elegia (se non si vuole ancora sbilanciarci nell'identificare il protagonista del carme con il suo autore), nel ricordare la sua gagliarda giovinezza, si vanta delle sue prestazioni fisiche, professionali e amatorie. Fu un principe del foro affermato e conosciuto; un poeta decorato e acclamato; un atleta prestante dal fisico temprato e robusto, che eccelleva nell'esercizio fisico e nelle competizioni sportive (I, 25-27), abituato a sopportare intemperie e privazioni; ma anche un uomo amante dei piaceri della vita, dal buon bere (I, 41-44), alla caccia (I, 23-24) e all'amore (I, 59-70), al punto da essere corteggiato sia dalle ragazze, sia dalle madri, che vedevano in lui il genero ideale (I, 71-74). Troppo perfetto per essere vero? Può darsi, ma non dimentichiamo che in vecchiaia, età in cui Massimiano dovrebbe aver composto i versi, si tende a mitizzare le imprese giovanili, in contrapposizione ai limiti e ai mali presenti. Probabilmente di origini modeste – come risulta da un accenno in III, 8 (torquebar potius rusticitate meae), dove il poeta parla dell'impaccio e del tormento derivanti dalla sua rozzezza – crebbe e fu educato a Roma, di cui descrive appieno gli usi strategici e la corruzione, acquisì fama come poeta e soprattutto come oratore, raggiungendo una elevata posizione sociale, anche se non si sa se ricoprì mai cariche politiche. Verosimilmente fu anche un maestro nelle scuole di retorica in voga all'epoca.
Il secondo riferimento contenuto nella raccolta compare al v. 48 della III elegia ed è la presenza di un personaggio storico. Come accennato sopra, Massimiano è alle prese con un dilemma amoroso: indeciso, perché inesperto, se cedere alle lusinghe di Aquilina e abbandonarsi ai piaceri, oppure resistere, dando prova di virtù e di temperanza, chiede aiuto al filosofo Boezio, che consiglia al giovane di seguire l'istinto passionale. Ma l'amore fra i due giovani è osteggiato dalle rispettive famiglie e Aquilina stessa paga con le percosse gli incontri clandestini. È lo stesso Boezio a intercedere, con doni, presso i genitori della ragazza perché non ostacolino l'amore. Ma quando Massimiano e Aquilina sono finalmente liberi di amarsi, l'amore, non più clandestino, toglie al poeta ogni entusiasmo. La vicenda si chiude con la fine della relazione e l'elogio di Boezio al ragazzo che ha saputo anteporre la virtù alla passione.
Immenso è il ventaglio di ipotesi e di discussioni che apre la presenza di questo ‘pesante’ nome proprio all'interno dell'elegia. Si può partire dal chiedersi banalmente se il Boezio citato sia il celebre filosofo o semplicemente un omonimo. Parimenti, dando per scontata l'identificazione del personaggio citato con il filosofo messo a morte da Teodorico nel 524, si può fissare nella linea cronologica un fondamentale paletto quale terminus post quem per la datazione della biografia massimianea. Ma quest'incontro sarebbe avvenuto realmente o si tratterebbe di una finzione letteraria? E poi: Massimiano e Boezio si conoscevano veramente, erano amici, semplici conoscenti o il nostro autore ritiene di citare la personalità culturale più eminente dell'epoca per un semplice – ma riverente – segno di rispetto e di ammirazione?
Si arriva, così, alla chiave di lettura da dare al componimento, bivio fondamentale per l'interpretazione dell'opera: la III elegia ha un intento parodistico? L'epiteto con cui viene presentato Boezio (magnarum scrutator maxime rerum) è manifestazione di stima o ironica presa in giro? Il tirare in ballo l'illustre filosofo per una mera questione amorosa tra due giovani nasconde l'intenzione di denigrare la personalità di Boezio oppure vuol dare maggior autorevolezza al consiglio che lo stesso elargisce in risposta? E ancora: la particolare collocazione del distico epifanico (III, 47-48), a metà dell'elegia centrale della raccolta, ha un significato simbolico o è pura casualità?
Questi sono i principali ostacoli da affrontare e da superare per poter scavare nella vita e nell'opera di Massimiano. Gli studiosi si sono interrogati sulla presenza e sul senso del nome di Boezio nell'elegia, assumendo posizioni che abbracciano le ipotesi più disparate che riassumiamo brevemente.
Per Strazzulla, dell'amicizia fra Massimiano e Boezio «non si ha nulla a dubitare» e il fatto che Massimiano riprenda nelle sue elegie «delle idee cavate dalla Consolatio Philosophiae [...] prova un certo riguardo speciale per quell'illustre filosofo».

Non dello stesso avviso Prada, che ritiene pregiudizievole considerare a priori le elegie scritte dopo la morte di Boezio e, di conseguenza, ritrovare in esse versi derivati per imitazione dall'opera boeziana. Invece, continua Prada, «per ragioni politiche, a cui non solo Massimiano, ma tutti gl'italiani dell'epoca, e soprattutto i nobili e i senatori, fra i quali dobbiamo porre anche il nostro autore, dovettero sottostare, le nostre elegie, che facevano il nome di Boezio e dimostravano apertamente una relazione d'amicizia fra i due scrittori, dovettero essere scritte prima della sua morte». Infatti, se il tono e il contesto dell'elegia sono indice di una familiarità piena di rispetto e di devozione verso il filosofo, come passare sotto silenzio qualsiasi accenno d'affettuoso accoramento, di rimpianto doveroso per lo scomparso in circostanze così tragiche? Dunque, conclude Prada, appurato il riconoscimento sincero e senza adulazione al valore dell'uomo, «la mancanza di qualsivoglia aggettivo che ricordi la triste fine di Boezio, [...] l'intonazione piuttosto allegra di tutto il carme e il fare confidenziale e vivo del dialogo, quasi attuale, personale, ci devono persuadere che la scena fu descritta, mentre il filosofo era ancora vivente e potente». 
Agli antipodi si colloca invece Alfonsi, per il quale tutta la raccolta sottende un tono scherzoso e sbarazzino, e proprio nella III elegia si raggiunge «il colmo di questa irrisione e di cinismo ironico». Assolutamente da scartare, per lo studioso, qualsiasi fine pseudo-sapienziale più o meno nascosto nella presunta imitazione della Consolatio, e, d'altra parte, neppure lontanamente immaginabile che realmente Boezio si sia prestato a vestire gli equivoci panni del praeceptor amoris così come ci viene descritto nell'elegia. Già la perifrasi introduttiva di presentazione del filosofo (magnarum scrutator maxime rerum), "ridicola", e la leggerezza dell'argomento (gli scrupoli morali del poeta) sarebbero un chiaro indice dell'intento parodistico con cui Massimiano intende denigrare la speculazione boeziana: «qui Massimiano – che in fondo abbiamo visto essere unicamente uno spirito cinico ed indifferente – prende in giro le idee di filosofica ascesi proprie di Boezio e, di fronte all'alto ideale teoretico che quello colle sue opere [...] andava divulgando, pone il suo ideale di vita, libertino e gaudente».
Sulla stessa linea di Prada si pone anche Merone che tende, per ragioni però esclusivamente artistiche («passo così pieno di vivacità») a escludere il carattere fittizio del dialogo fra Boezio e Massimiano. Lo stesso Merone informa poi sulla lettura ‘politica’ di Rosario Anastasi, secondo il quale la III elegia racchiuderebbe l'intento programmatico e deliberato, da parte di Massimiano, autorevole esponente del partito gotico anti-romano, di mettere alla berlina Boezio, campione della romanità.
Già dal titolo dell'articolo di Joseph Szövérffy – Maximianus a satirist? –, si intuisce la piena concordanza dello studioso ungherese con la tesi di Anastasi: «I must agree with the final analysis of this elegy by Anastasi, who regards it as a satire and a carefully formulated attack on Boethius». Inizialmente potrebbe apparire lusinghiera la solenne presentazione, tanto da accendere il ragionevole dubbio che «the passage in question is designed to enhance the reputation of Boethius», ma il ruolo attributogli nella vicenda – chiaramente discutibile, anzi, «derogatory and insulting» – e, l'appartenenza di Massimiano alla fazione pro-gotica (desunta dalla totale assenza di riferimenti all'attualità politica dell'epoca), portano alla conclusione che «its satirical contents can hardly be seriously doubted».
Le posizioni degli studiosi sull'argomento sembrano alternarsi con precisa cadenza temporale: così per Niccoli, il colloquio fra Massimiano e Boezio, storicamente fissabile intorno al 510, potrebbe essere «realmente esistito, come è reale l'amore del poeta per Aquilina».
È Agozzino a indicare una possibile via d'uscita da questa querelle, presentandola sotto una prospettiva diversa: analizzare il problema della relazione fra Boezio e Massimiano non sul piano della biografia, abbastanza trascurabile, ma sul piano letterario. Così la III elegia, centro della raccolta, e l'episodio della curatio malorum boeziana diventa la «“chiave” di tutto l'itinerarium del poeta […] e la repetibilità infinita di una esperienza sapienziale, che è la vera ragione del centone, vi è esplicitamente dichiarata.[…] Boezio impone la prova. Da essa nasce l'autentica saggezza, di cui si avrà ricordo ed esperita certezza». A un ruolo serio del filosofo, con annessa curatio per i mali dell'anima, crede anche Tandoi, per il quale le precedenti ventilate letture in chiave satirico-parodistico sono da rigettare come «velleitarie, inaccettabili».
In effetti, Salemme, nella sua puntuale recensione all'edizione di Agozzino, sottolinea come ci si dovrebbe sforzare di rinunciare a interpretare gli autori antichi con i moderni schemi esegetici – che all'occasione si rivelano del tutto insufficienti – a favore invece di «una lettura attenta al recupero dei valori simbolici, troppo facilmente, e talora speciosamente, misconosciuti». Ecco allora che, contestualizzata nella forma mentis dei dotti dell'epoca, «l'epifania boeziana è insomma posta sul piano dell'exemplum, in cui s'assomma una sapientia che oltrepassa i limiti del contingente e del casuale».
Vicino alle opinioni di Agozzino si colloca l'accurato studio di Bertini sul rapporto fra Boezio e Massimiano. Gli innegabili e numerosi loci similes dell'opera boeziana riscontrabili nella III elegia, letti alla luce del deliberato fine didascalico, conducono a riconoscere che quella di Agozzino è «l'unica interpretazione accettabile dell'episodio di Aquilina, […] allo scopo di sottolineare che Boezio svolge qui le stesse funzioni che la Filosofia svolgeva nel De consolazione. […] Boezio entra in questo episodio in una veste apparentemente spregiudicata, ma ne esce in una luce chiaramente positiva: non ha ancora l'aureola del martire cristiano, ma sta già entrando nella leggenda».
Ripartendo dalla riflessione metodologica sollevata da Salemme, Fo propone nuovi spunti di discussione sull'episodio boeziano:
1. la lettura in chiave ironico-parodistico viene meno allorché si concorda sull'ineccepibile presenza di riferimenti e di richiami ‘seri’ alla Consolatio anche nelle altre elegie del corpus;
2. la travagliata vicenda amorosa di Massimiano e Aquilina, che potrebbe benissimo derivare da un caso autobiografico, ricorda l'episodio ovidiano di Piramo e Tisbe[6], qui rimaneggiato e atteggiato letterariamente a scopo morale;
3. alla luce dei passi paralleli riecheggiati dalla Consolatio, emergono «i presupposti per ipotizzare che l'intervento di Boezio nell'elegia massimianea possa muovere da ragioni anche soltanto intellettuali, ‘culturali’. Proposta la situazione, l'autore necessita di una auctoritas che aiuti il giovane personaggio a risolvere i suoi dubbi: la figura di Boezio si presta bene a coprire il ruolo, sia per il suo prestigio […], sia per essersi occupato nella consolatio del problema dell'eros affrontato nella III elegia».

Non sembra interessato al problema Guardalben, che ritiene plausibili entrambe le ipotesi della realtà e della finzione letteraria dell'incontro fra
Boezio e Massimiano. Concludiamo la nostra rassegna con l'analisi della Consolino, la cui attenzione è rivolta all'altissimo tasso di letterarietà che pervade l'intera III elegia: la studiosa, toccando l'annosa questione biografica, evidenzia la scarsa probabilità di leggere un atteggiamento ostile del poeta verso il filosofo. Anzi, le azioni attribuite a Boezio sono in linea con la sua reputazione, che «non riposava su una consolidata fama di austerità. […] ma anche se Massimiano riferisse un episodio mai accaduto, e anche se volesse offuscare la gloria postuma di Boezio, resta il carattere autobiografico dell'episodio, in cui Boezio non è figura simbolica, ma personaggio in carne ed ossa: non potrebbe altrimenti modificare il corso delle azioni, come invece fa corrompendo i genitori di Aquilina».
Il terzo riferimento autobiografico del canzoniere si trova nell'incipit della V elegia, allorché Massimiano si accinge a narrare l'avventura amorosa accadutagli durante una missione in Oriente. È, questo, il carme della Graia puella, la fanciulla greca, maestra nelle arti della seduzione, che si invaghisce del maturo ambasciatore. Dopo una notte d'infocata passione, l'età non consente al "dongiovanni" latino di replicare la prima straordinaria prestazione nelle successive nottate, per cui alla fanciulla non resta che abbandonarsi a un disperato lamento in onore della defunta mentula.
La non meglio precisata ambasceria a cui allude Massimiano doveva servire a trattare la pace «tra i due regni»: l'esplicita citazione della pari regalità riconosciuta ai due stati contendenti porta quindi a considerare il regno italico dei Goti contrapposto all'Impero d'Oriente, escludendo automaticamente legazioni inviate negli anni precedenti, proposte invece da alcuni studiosi. Nel VI secolo, durante la guerra gotica che insanguinò l'Italia, conclusasi nel 554 con l'editto di Giustiniano che riduceva l'Italia a provincia dell'Impero d'Oriente, abbiamo notizia storica di almeno quattro ambascerie inviate dai Goti a Costantinopoli. D'altra parte, non ci si può spingere oltre il 553, poiché «l'avversione irriducibile, che separò Bisanzio e i Longobardi, limita al periodo ostrogoto la possibilità di usare geminum, per definire l'Italia e l'Occidente in relazione a Costantinopoli». Dunque, a quale di queste partecipò Massimiano e con quale ruolo? Sempre che anche questo episodio sia autobiografico e non puro topos da letteratura odeporica.
Per il 498 propendono gli studiosi meno recenti, come Wernsdorf e Baehrens. Dallo studio di Levi di Leon ricaviamo l'idea di come allora fosse opinione comune identificare il Nostro con il vir inlustris Maximianus citato da Cassiodoro nella cronaca della missione di pace inviata da Teodorico ad Anastasio e di come l'eco di alcuni passi del resoconto storico sia riecheggiato nei versi di Massimiano. La missione riscosse un ampio successo, con il riconoscimento dell'autorità di Teodorico, suggellato dalla restituzione delle insegne imperiali che Odoacre aveva mandato a Costantinopoli. Merone ricorda come fu Vogel a dimostrare l'infondatezza dell'opinione di Wernsdorf, mostrando «come quell'ambasceria ebbe esito favorevole, mentre questa di cui ci occupiamo […] l'ebbe sfavorevole (cfr. V, 43: muneris iniuncti curam studiumque reliqui)».
Inviata allo scopo di ottenere il riconoscimento del diritto di successione al trono per Eutarico, sposo di Amalasunta, la missione ebbe esito positivo e fu celebrata a Roma con grandi feste. Prada, nella convinzione che Massimiano scriva da giovane fingendosi vecchio, suppone la composizione delle elegie intorno al 522, nel periodo di massimo prestigio di Boezio, prima della sua caduta in disgrazia (524). Se ne deduce che, per Prada, la data plausibile dell'ambasceria cui partecipò Massimiano potrebbe essere il 518.
Indipendentemente dalle ipotesi proposte sull'età di Massimiano allorché si accinse a comporre le elegie, la maggior parte degli studiosi scarta a priori la partecipazione alle ambasciate del 498 e del 518. Troppo giovane, anche se forse già famoso e affermato, appare il Massimiano inviato insieme ai diplomatici e ai politici del tempo alla corte di Costantinopoli. Un incarico troppo delicato e prematuro per chi non aveva forse neanche compiuto trent'anni. Ma agli strenui sostenitori delle legazioni del 498 e del 518 si pone un altro ostacolo: come aggirare gli epiteti di senex (V, 40 e 73) e di grandaevus (V, 48) che Massimiano si affibbia nel corso della narrazione? A costoro non rimane che aggrapparsi alla teoria della totale finzione letteraria dei componimenti, buona per giustificare tutto e il contrario di tutto.
Improbabile che Massimiano abbia partecipato all'ambasceria del 525, partita da Ravenna, guidata dal Papa e composta da quattro senatori, accolta con onori a Costantinopoli e conclusasi con il raggiungimento di tutti gli obbiettivi prefissati.
Sempre nella V elegia si trovano due riferimenti autobiografici relativi alle origini, se non alla nascita, di Massimiano.
Al v. 5 l'autore si definisce «alunno della gente Etrusca», mentre al v. 40 confessa, ignaro delle arti di seduzione greche, di aver ceduto come un vecchio imbambolato di tosca semplicità. Anche queste citazioni, per gli strenui difensori della finzione letteraria, non aggiungeranno nulla al misterioso fascino che per loro continuerà ad avvolgere la figura di quest'enigmatico autore, di cui – per coerenza – si dovrebbe dubitar anche del nome tràdito. Ma poiché questi quattro riferimenti storico-geografici sono gli unici bagliori di luce per chi cerca di dissipare le tenebre del tempo, nulla costa attribuire anche un luogo di nascita a chi già possiede un nome, un'età, un mestiere.
Purtroppo l'indicazione è quanto mai vaga ed espressa anche – in un certo qual modo – per sineddoche: nel VI secolo era uso comune indicare un abitante dell'Italia con i termini Tuscus ed Etruscus. E ai più sarebbe già sufficiente questo. Sennonché, volendo seguire la fede di Strazzulla nel prendere come oro colato tutto ciò che scrive Massimiano, possiamo circoscrivere con maggior precisione l'area geografica. All'epoca, le denominazioni di Etruria, Tuscia, Tirrenia identificavano i confini che oggi racchiudono le regioni di Toscana, Umbria e Lazio. Pertanto, alla luce di ciò, non possiamo escludere che Massimiano fosse originario di Roma.

## Opere
Il Corpus a lui attribuito consta di 686 versi in distici elegiaci, comunemente divisi in sei elegie di varia lunghezza (la I di 292 versi, la VI appena di 12). L'argomento predominante, trattato autobiograficamente, è la triste condizione della vecchiaia nel rimpianto degli amori giovanili, rimpianto reso ancor più amaro dal rimorso per le occasioni perse.
Nella I elegia, l'autore, che si presenta come una persona anziana, elenca e lamenta i malanni che affliggono la vecchiaia. Temi dominanti dell'elegia sono il desiderio di morte, visto come unico rimedio (requies) alla vecchiezza concepita come punizione (poena), e la "vita-non vita" da trascorrere in età senile. Nella prima parte dell'elegia, l'autore ricorda la propria giovinezza, i successi politici e professionali, da affermato e stimato oratore, gli amori, la bellezza e la prestanza fisica che ne facevano oggetto di desiderio per tutte le ragazze di Roma. I restanti due terzi del carme sono occupati dai lamenti per la condizione di vecchio in cui ora si trova a sopravvivere e dall'elenco dei mali e delle disgrazie che un vecchio deve sopportare. Ecco, dunque, la bruttezza, la debolezza, le malattie, il calo della vista, le prese in giro dei giovani, e l'abbandono da parte delle donne giovani. Tutto questo intervallato da frequenti rimpianti di non aver gustato per tempo i frutti della giovinezza e da accorate apostrofi alla senectus, pregata di agevolare l'ora della morte, unica vera medicina e liberazione da questo Stato vissuto come patologia. 

La II elegia sembra quasi essere una prosecuzione della I, continuando a svolgere i temi su cui questa si era chiusa. Massimiano viene qui abbandonato da Licoride, fiamma d'un tempo (nonché fidanzata storica), anche lei non più giovanissima, gettatasi alla ricerca di amanti più giovani. L'autore sperava di intraprendere con Licoride un nuovo tipo di rapporto, quale quello fraterno che dovrebbe accompagnare le coppie verso il tramonto della vita. Inutilmente. Licoride non si sente ancora vecchia e a nulla valgono le rievocazioni degli antichi legami a impedire la fuga della donna verso nuovi amori. 

Nel rimpianto di ciò che è stato e più non sarà, Massimiano racconta un altro episodio della sua giovinezza nella terza elegia. Innamorato, ricambiato, di una certa Aquilina, era costretto a vederla di nascosto, perché la famiglia di lei non approvava tale frequentazione. Un giorno, la madre di Aquilina, scoperti i sotterfugi dei due innamorati, percosse la figlia. Questa, convinta di meritare un premio per il suo sacrificio, cercò di ottenere una gratificazione erotica da Massimiano. Il giovane, riluttante, chiese consiglio all'amico Boezio, il grande filosofo, che lo convinse ad abbandonarsi all'istinto passionale e incoraggiò la famiglia di lei ad acconsentire al fidanzamento. Ma ecco l'imprevedibile: il permesso di amare tolse ogni ardore a Massimiano e Aquilina, delusa, se ne andò con la sua virtù intatta. Boezio, saputo l'epilogo, lodò il giovane per la temperanza e la saggezza dimostrate.
Nel solco dei ricordi di gioventù, Massimiano rievoca, nell'elegia IV, un aneddoto su un'altra sua conquista, la cantante, suonatrice e ballerina Candida. Era talmente innamorato che spesso la donna popolava anche i suoi sogni. Così, un giorno, sdraiato a dormire sull'erba accanto al padre di lei, pronunciò nel sonno il nome di Candida: il padre comprese, allora, la relazione e Massimiano si sentì infelice per essersi tradito, macchiando inesorabilmente la propria reputazione di uomo casto e virtuoso. Conclude l'elegia il solito rimpianto per non aver còlto da giovane i frutti di quell'età. 
Inviato come ambasciatore in Oriente, Massimiano, nella quinta elegia, viene sedotto dalle lusinghe e dalle arti amatorie di una Graia puella. Ricca di particolari realistici e di minuziose descrizioni è la raffigurazione di questa bellissima donna con la quale l'autore vive una travolgente notte d'amore. Ma l'età avanzata non può reggere agli ardori della bella greca e nelle notti successive Massimiano si arrende all'incapacità di amare. La donna, dopo aver cercato in tutti i modi di salvare la situazione, si abbandona sconsolata a un compianto funebre della mentula e dell'amore sessuale quale principio cosmico.
Nei 12 versi del componimento che chiude la raccolta è racchiuso il congedo dell'autore. Tutti gli uomini sono uguali davanti alla morte, ma non per tutti è uguale il termine della vita. Ultima invocazione alla vecchiaia: considerato che la strada della morte deve essere percorsa da tutti, tanto vale affrettarsi con passo veloce per chi, come Massimiano, vive ma è già morto.

## Il mondo poetico e concettuale di Massimiano
Si è visto come la complessa storia delle relazioni personali, morali, filosofiche e poetiche fra i due autori è ancora lontana dall'esaurire tutti i livelli di discussione e dal trovare una quantomeno generale unità di intenti fra gli studiosi. Basti qui riportare alcune evidenti analogie formali tra i due autori, nel confronto parallelo fra tre versi. Il primo è inserito da entrambi al centro di una breve cosmogonia sull'elemento vivificatore dell'universo, che per Boezio è l'alternus amor:
quicquid vitam spirat in orbe,
mentre per Massimiano è, meno castamente, la mentula:
et quicquid toto spirat in orbe creat.
Dalla palese relazione formale tra i due versi, la ricerca può essere approfondita a livello tematico, sull'intenzione parodica in Massimiano. A fugar tale dubbio, basti ricordare il forte influsso retorico che pervade tutta l'opera dell'elegiaco, influsso che non si manifesta con la semplice imitazione dei modelli, di cui anzi si ricontestualizzano i contenuti, modificandone così il senso generale. Il secondo parallelismo è costituito da un intero distico massimianeo:
hoc quoque virtutum quondam certamine magnum / Socratem palmam promeruisse ferunt,
ripreso dal boeziano Cons. I 3, 15:
quoqueante nostri Platonis aetatem magnum saepe certamen… eodemque praeceptor eius
Socrates… victoriam… promeruit.
E, per concludere, il seguente esametro:
his veniens onerata malis incurva senectus,
che Massimiano imita da Boezio (I c. 1,9):
venit enim properata malis inopina senectus
Le esigue riprese dal capolavoro boeziano, soprattutto se confrontate con le più numerose imitazioni operate su altri autori, potrebbero far dedurre una scarsa attenzione da parte di Massimiano per esso, ma i pochi, evidenti paralleli sono comunque sufficienti per assodare la piena conoscenza dell'opera del filosofo da parte dell'elegiaco e di conseguenza, come abbiamo visto sopra, non solo l'identificazione del Boethius di III, 47-48 con l'autore della Consolatio, ma anche un più che probabile rapporto di conoscenza diretta e di amicizia.
Lo stile dello scrittore africano Corippo ricorda quello massimianeo per l'esattezza metrica e prosodica. Numerose sono anche le analogie formali nei testi, alcune accentuate dalla tipicità dell'espressione. La meticolosa ricerca dei loci similes fra i due autori condotta da Boano, ha incontrato la critica di Merone. Quest'ultimo ha notevolmente ridotto il numero dei paralleli accertati da Boano, declassandone alcuni da loci similes a semplici loci communes', ovvero trovando a entrambi una precedente fonte comune. È il caso di "militiae tantam cupiens fulcire ruinam, che per Boano è imitato nel massimianeo non secus instantem cupiens fulcire ruinam (I, 171), anche se Merone ricorda che la clausola fulcire ruinam risale a Lucano (VIII, 528). Analogamente I, 213 (labitur ex umeris demisso corpore vestis) non sembra dipendere da Ioh. II, 135 (ex umeris demissa iacet, diverso anche nel significato), per il quale fu modello il virgiliano demissa ex umeris laena (Aen. IV, 263). Uno dei passi dove Merone concorda con Boano è il motivo della morte dolce per i miseri (I, 115: dulce mori miseris, sed mors optata recedit), che Corippo riprende tale e quale in dulce mori miseris, iterum comes ire per umbras (Ioh. VII, 178).
Le analogie proseguono nel susseguirsi di espressioni abituali ed esprimono, nel loro insieme, il rapporto vicendevole e di mutua dipendenza che unisce questi autori minori. Il fatto è tanto più sorprendente se si pensa che l'oggetto delle loro opere non ha alcun elemento in comune e che la produzione di Massimiano è per giunta di brevissima estensione. Tale eccezionale corrispondenza diventa, a questo punto, naturale e comprensibile solo pensando i due autori coetanei, in modo che i versi dell'uno abbiano influenzato l'opera dell'altro proprio perché coevi. E proprio la presunta data dell'ambasceria di Massimiano fa dedurre a Boano la priorità cronologica delle elegie di Massimiano sugli scritti di Corippo. Infatti, qualora Massimiano fosse l'imitatore di Corippo, dovrebbe aver composto le elegie dopo il 567 (data accertata di stesura del Panegyricus). Dunque, partecipando Massimiano da senex all'ambasciata in Oriente ed essendo del 549 l'ultima legazione attestata prima della fine della guerra gotica (553), è impensabile che Massimiano abbia atteso quasi vent'anni dal ritorno dall'Oriente per redigere i suoi carmi. Pur essendo impossibile individuare, per Boano, quale delle ambasciate inviate fra il 524 e il 553 sia quella che vide la partecipazione di Massimiano, è però fondamentale fissare al 546 il terminus ante quem dell'ambasciata. In conclusione, stimando la composizione delle elegie tra il 550 ed il 560, il Boano deduce l'anteriorità dei versi di Massimiano rispetto alle opere di Corippo, il quale fu dunque imitatore di Massimiano.
Si è già accennato al vir inlustris Maximianus citato in altre due occasioni da Cassiodoro: in una è incaricato di riesaminare alcune spese per dei lavori pubblici effettuati a Roma, nell'altra è nominato in una commissione di cinque membri giudicante un caso di magia. È possibile identificare il Massimiano citato da Cassiodoro con il nostro elegiaco? Le Variae furono pubblicate nel 538 e raccolgono le 468 lettere ufficiali scritte da Cassiodoro durante i suoi incarichi da alto funzionario alla corte gotica di Ravenna. In particolare, i due passi in cui è citato Massimiano risalgono l'uno al 507, l'altro al 511: si supponga che le due citazioni si riferiscano allo stesso Massimiano. Sempre nel paragrafo relativo alla datazione dell'ambasceria in Oriente, si è visto come la maggioranza degli studiosi sia orientata a collocare la data di nascita di Massimiano intorno al 490. In tal caso, le citazioni di Cassiodoro sarebbero in contrasto con l'età presunta di Massimiano, che a vent'anni, pur non essendogli preclusa a priori la possibilità di ricoprire gli incarichi citati da Cassiodoro, difficilmente si sarebbe già potuto autorevolmente fregiare dell'epiteto di inlustris'. "Merita di essere riferita, ancorché in controtendenza ma non per questo meno rispettabile, la posizione del Levi di Leon, che non ha dubbi nell'identificare il Massimiano di Cassiodoro con l'elegiaco. Alla base della sua convinzione sta lo stupore nel constatare, nell'opera di Massimiano, l'assenza di qualsiasi riferimento, diretto o indiretto, alla prigionia e alla morte dell'amico Boezio. Come poteva Massimiano aver taciuto la caduta in disgrazia e la triste (e ingiusta?) fine del suo amico filosofo? Secondo Levi di Leon, l'unica spiegazione consiste nello stimare la data di pubblicazione delle elegie anteriore al 524, anno della morte di Boezio. Massimiano pubblicherebbe, quindi, la sua opera nel periodo di massima potenza del magister officiorum della corte di Teodorico. Lo studioso conclude, considerata la composizione delle elegie in tarda età, collocando la vita di Massimiano nella seconda metà del V secolo e nei primi anni del VI.
Coetaneo di Massimiano, formato alla scuola di Ennodio, il ligure Aratore svolse alla corte gotica una carriera politica molto simile a quella di Massimiano. L'analisi della sua opera, gli De actibus apostolorum (si sa che furono letti pubblicamente nel 544), è fruttifera per documentare «i gusti e le tendenze, culturali e politiche, di una classe senatoria in piena metamorfosi, pronta a traslare nei ranghi della gerarchia ecclesiastica le regole del proprio potere». Uno degli elementi da sfruttare, invece, ai fini dei rapporti cronologici tra Aratore e Massimiano, benché resti arduo decidere l'ordine di priorità, ovvero chi dei due abbia influenzato l'altro, è il parallelismo tra il verso d'esordio della V elegia massimianea (v. 1):
Missus ad Eoas legati munere partes,
e il v. 21 della III delle epistole dedicatorie del poema di Aratore:
quo directus eras legati munere functus.
Un piccolo indizio che può spostare l'ago della bilancia a favore di coloro che ritengono Aratore imitatore di Massimiano può essere ricavato dalla riflessione sul termine Hesperius citato al v. 20 della predetta epistola. Con tale attributo (aggettivazione, per certi versi originale, che sottintende una polarità tra Occidente ed Oriente per nulla estranea al contesto), Aratore designa il Senato di Roma. Però è l'uso del grecismo a non trovar giustificazione né in senso proprio (il percorso da est a ovest), né per indicare la consueta antinomia geografica con Eous. Il termine acquista una tinta diversa alla luce della V elegia, dove il nazionalismo ellenofobo ha una sicura ascendenza letteraria, mal comprensibile, tuttavia, senza un contrasto di fondo che suggerisca, nell'attualità del momento, una polemica antibizantina.
Giusto un cenno per altri autori che orbitano minimalmente, per un verso o per l'altro, nell'orbita massimianea. Alfonsi ritiene che il distico I, 151-152:
talia quis demens homini persuaserit auctor / ut cupiat, voto turpior esse suo?
racchiuda una nota di disprezzo verso il monachesimo, conformemente all'invettiva scagliata da Rutilio Namaziano (I, 444-445):
quisquam sponte miser ne miser esse queat? / Quaenam perversi rabies tam stulta cerebri.
Altri autori, classici e tardi, testimoniano una continua dipendenza di Massimiano dalle loro opere, assimilate solo formalmente e spersonalizzate pro domo sua. Ricorderemo Avito, Claudiano, lo stesso Rutilio, Sidonio Apollinare, quando parleremo dei modelli della poesia di Massimiano. Si conclude la rassegna citando la morte di Eugenio di Toledo (657), profondo conoscitore e fedele imitatore di Massimiano, evento che rappresenta il terminus ante quem storicamente accertato relativo alla composizione delle elegie.

Quale credo professava un uomo italico di cultura elevata del VI secolo? Una delle problematiche affrontate inevitabilmente dagli studiosi nelle ricerche su Massimiano è quella relativa al suo credo religioso: fu egli pagano o cristiano? E qualora avesse aderito alla fede cristiana, ne fu un fervente sostenitore o un credente piuttosto fiacco?
Come per ogni altro ambito relativo al mondo di Massimiano, la base di partenza di ogni riflessione deve fondarsi sui soliti due punti fermi: i suoi 686 versi e il contesto storico-culturale in cui visse. Si parta da quest'ultimo. Come si è visto in precedenza, Massimiano fu senza dubbio uomo di profonda erudizione, intriso di cultura classica e di rango sociale elevato. Il cristianesimo, religione di Stato, era ormai radicato negli agglomerati urbani, nella burocrazia statale, nell'apparato imperiale e senatorio, nei circoli culturali. Dunque il Nostro visse in ambienti e intessé rapporti con persone – se non proprio cristiane – sicuramente cristianizzate. Se a ciò si aggiunge che molto probabilmente fu amico – e non solo semplice conoscente – del cristiano Boezio, si può cominciare con il trarre l'elementare conclusione che Massimiano non può non aver conosciuto i fondamenti della speculazione filosofica cristiana. Che poi fosse un credente è cosa più ardua da dimostrare.
Alcuni studiosi hanno provato a leggere la fede di Massimiano attraverso il lessico usato nelle sue elegie, cercando corrispondenze più o meno precise con la terminologia cristiana o con passi dei testi sacri. Ma è soprattutto l'ideologia massimianea, il suo senso della vita, la sua visione della storia umana, a essere stata oggetto di confronto con l'approccio cristiano: può conciliarsi con la concezione cristiana la presa di posizione di Massimiano nei confronti della vecchiaia, della morte, dell'eros, del carpe diem, dell'esaltazione dei piaceri, dell'esecrazione delle malattie, quale traspare dai suoi versi? Le conclusioni degli studiosi spaziano tra gli opposti di chi vede in Massimiano un fervente cristiano e di chi lo ritiene un indomito pagano. Nel mezzo una serie di posizioni intermedie che, con diversi ragionamenti e studi, convergono tutte sul ritenere il Nostro un interprete del carattere di doppiezza tipico di quell'epoca: un cristiano per convenienza ma pagano nell'animo.
Non nutre alcun dubbio sulla ferma adesione al cristianesimo da parte di Massimiano Strazzulla, che avverte il riecheggiare di passi delle Sacre Scritture nei versi delle elegie. Ad esempio, I, 218 (terram, qua genita est et reditura, videt) e I, 232 (redde, precor, patrio mortua membra solo) sarebbero parafrasati da Gen. III, 19 (sudore in vultus tui vesceris riquadro revertaris donec in Terram de qua quia pulvis es sumptus es et in pulverem reverteris), mentre V, 116 (unius ut faciat corporis esse duo) richiamerebbe palesemente Gen. II, 24 (Quam ob rem relinquet vir patrem suum et matrem et adhaerebit uxori suae; et erunt in carnem unam). Ma è soprattutto la III elegia, dove abbonda l'uso di termini prettamente cristiani, quali passio – che «eccetto Apuleio si trova solo nei cristiani» –, pietas (III, 64), virginitas e pudor (III, 84), nonché di espressioni come peccandi studium (III, 91), che è esibita da Strazzulla come prova inconfutabile del sentimento cristiano del poeta. Di tutt'altro tenore le conclusioni di Levi di Leon sul benché minimo influsso riscontrabile in Massimiano della religione cristiana ormai trionfante sul morente paganesimo. «Non un raggio di luce rischiara l'oscurità della sua coscienza; non un senso, vuoi pur fugace, di pentimento per le sue colpe turba un istante quell'incosciente serenità: nulla spera, nulla chiede, a nulla tende: invoca la morte, è vero, ma non come principio d'altra vita più luminosa, bensì come cessazione dei mali. Massimiano è dunque un vero e proprio pagano».
Ovviamente, nell'affermare il cristianesimo o il paganesimo di Massimiano, è di tutto rilievo l'impostazione che ogni studioso dà alle sue ricerche. Così la tesi di leggere la III elegia come una parodia, o peggio una satira, della figura e dell'opera del filosofo Boezio (tesi proposta da Webster e ripresa in seguito da Szövérffy) presuppone in premessa il forte sentimento pagano – e antiromano – del nostro autore.
L'analisi dettagliata e profonda di Prada inizia con il presentare due soluzioni emergenti dal lessico delle elegie, che si escludono a vicenda: Massimiano ‘cristiano’ alla luce dell'uso della terminologia cristiana; Massimiano ‘pagano’ per l'impiego dell'apparato mitologico e del motivo epicureo che pervade l'opera.

Troppo antitetiche per Prada le due posizioni per riuscire ad escludere perentoriamente l'una a vantaggio dell'altra. Prada dà notizia dell'accurato lavoro di Manitius, teso a dimostrare le dipendenze linguistiche di Massimiano dai poeti cristiani e dalla Sacra Scrittura. Rispetto ai versi già citati anche da Strazzulla, viene sottolineato l'uso di mendacia (I, 11), riferito a un ipotetico rinnegamento dell'attività poetica giovanile (pagana), oltre ai versi carnis ad officium carnea membra placent (I, 86) e dum pudor est tam foeda loqui vitiumque fateri (III, 57). Ma Prada contesta a Manitius un'incompleta analisi di ricerca delle fonti: «tutte queste frasi, è vero, trovano il loro riscontro in poeti cristiani o in libri sacri, ma non vuol già dire che là solo si debba ricercarne la fonte: una conoscenza incompleta del frasario della poesia augustea, specialmente elegiaca, bene osserva il Webster, indusse il Manitius nell'errore di credere che Massimiano, tutto classico e che ne' classici ha le sue radici profonde, abbia preso a prestito dai cristiani il suo vocabolario». Così, continua Prada, mentre si deve ritenere assodato quale patrimonio comune del VI secolo il linguaggio tecnico cristiano, non è necessario presupporre la conoscenza della Genesi o degli scrittori cristiani per spiegare il timbro moraleggiante di alcuni versi: è sufficiente conoscere la poesia augustea (Ovidio in particolare). Massimiano è figlio del suo tempo, età sincretica di paganesimo e di cristianesimo, di sacro e di profano. Perciò Massimiano, come Boezio (e come molti contemporanei, soprattutto Ennodio, alla produzione poetica del quale Prada dedica ampio spazio), doveva essere cristiano, «come molti del tempo, ricco e gaudente, innamorato e studioso delle lettere del miglior tempo antico, il quale, senza profonda coscienza dell'epoca di transizione in cui viveva, si baloccava fra paganesimo e cristianesimo, indifferentemente, cioè, mentre conduceva la vita leggera e corrotta della maggior parte, dedito ai piaceri del senso e cullato della vanagloria delle piccole menti, […] accettava le credenze che tutti accettavano, vivendo senza preoccupazione dell'al di là, ma pronto, all'occasione, ad accogliere la prestazione del prete, che dell'al di là era l'interprete e l'arbitro».
Quel che traspare dai suoi versi può essere tranquillamente strumentalizzato a favore di una tesi o del suo opposto. Ad esempio l'interpretazione che Alfonsi dà del distico Talia quis demens homini persuaserit auctor / ut cupiat, voto turpior esse suo? (I, 151-152), quale atteggiamento ostile al monachesimo (sulla falsariga dell'invettiva scagliata da Rutilio Namaziano contro i monaci), da parte di un Massimiano esitante al pensiero orrendo di coloro che desiderano nei loro voti di essere più turpi, di soffrire di più per amore di Cristo e degli uomini. Assodato che nel VI sec. «l'aria che respiravano tutti era insomma cristiana, [...] che il nostro poeta conoscesse le Sacre Scritture e magari ne usasse qualche parola, non prova affatto che egli abbia intimamente aderito alla nuova Fede». Anzi, nel caso specifico di come il pensiero della morte, rappresentata quale requies, sia vissuto al pari di una espressa volontà di porre fine alla misera condizione umana, si palesa l'assoluta lontananza non solo dal soprannaturale, ma anche dalla visione cristiana. Per Alfonsi si deve dunque prendere atto dell'«assoluta indifferenza religiosa di Massimiano, non cristiano (almeno di spirito e di convinzione, che è quello che poi conta) come nemmeno pagano, ma unicamente gaudente». Nel suo manuale di letteratura latina, Aurelio Amatucci intitola il breve paragrafo su Massimiano Un poeta veramente pagano del VI secolo: Massimiano. Sullo sfondo di uno dei contrasti più profondi fra cristianesimo e paganesimo, lo scontro fra l'innalzamento alla gloria dei cieli della verginità e la celebrazione solenne dell'oscenità, vive e scrive questo «puro “scholasticus”, ma non privo d'ingegno, un vecchio inacidito dalla vecchiaia, che vedendo precipitare le cose del paganesimo, e con esse l'amore pagano, credeva che fosse la fine del
mondo». Per Boano non ha senso dedurre la fede pagana dell'autore dall'assenza, nei suoi scritti, di espliciti asserti di sentimenti cristiani, in quanto il soggetto poetico non si presta ad affermazioni in tal senso. A sostegno della sua tesi, Boano porta come esempio l'analoga assenza di elementi cristiani in opere – lontane dallo spirito cristiano – quali il Cento nuptialis di Ausonio, i Carmina di Sidonio Apollinare e l'Orestes e gli epilli di Draconzio, scritte da autori dichiaratamente cristiani. Mirabile la sintesi del Niccoli: «non possiamo dirlo pagano, ma non riusciamo a scorgere in lui traccia di Cristianesimo», perché se da un lato i contenuti letterari pagani trovavano posto ormai solo nelle scuole, dall'altro è pur vero che la fede cristiana non aveva ancora intaccato radicalmente tutti gli spiriti. Rimane estraneo alla questione Agozzino, ritenendo ininfluente il sentimento religioso di Massimiano su quello che è la cifra della sua poesia: quel senso della fine e della débâcle così ben sintetizzato da Amatucci. Quindi, lo studioso tiene a precisare che il suo commento non avallerà la lettura del testo massimianeo «come una mera eco del mondo “pagano” (o “paracristiano”?), né ancor meno, come una raccolta insensata di gratuite lascivie malamente cucite».
Dal ritratto dell'uomo e del poeta che emerge dagli studi condotti da Fo, si ricava l'impressione che lo studioso, pur senza mai schierarsi apertamente con l'una o l'altra ipotesi, non propenda certo per la cristianità di Massimiano. Come conciliare, infatti, la visione provvidenziale cristiana con il rifiuto dello Stato di vecchiaia, nel quale «non è visto alcunché di positivo»? O come armonizzare la nuova dimensione morale nella sfera sessuale con il ruolo primario dell'eros massimianeo, «forza cosmica centrale di coesione e rigenerazione»? Fo cita e sembra far sua l'ipotesi («assai fine e degna di nota») proposta dalla Gualandri, cioè che «Massimiano, leggendo i suoi ‘modelli’ elegiaci con la sua mentalità di uomo tardoantico profondamente condizionata dalla morale cristiana, potesse vedere già ‘automaticamente’ – cioè senza operare quei distinguo storico-culturali cui badiamo noi oggi – nei loro ricorrenti crimen, vitia, peccata quella connotazione moralmente negativa, quel ‘senso di peccato’ nel senso cristiano del termine, che avrebbe poi fatto propri». Ma se le colonne che sorreggono lo spirito di ogni cristiano si chiamano Speranza e Fede, è proprio la concezione che Massimiano ha della vita, quale traspare dai suoi scritti, a farne un perfetto pagano. Così, osserva rapidamente Gagliardi, alcuni termini di eloquio cristiano «possono provare la conoscenza di testi sacri da parte del Nostro, non certo un'adesione al Cristianesimo, vistosamente contraddetta dagli spiriti e dalle forme dei suoi componimenti, dalla stessa concezione di vita di quest'uomo, incapace di rassegnazione e di fede», insomma, un pagano. Leggere un autore con le lenti di un'unica gradazione fornisce spesso una visione distorta. Nello stesso modo in cui Strazzulla vede con entusiasmo prove di cristianesimo, Guardalben evidenzia un nuovo elemento in palese contrasto con la visione cristiana di creazione e finalismo provvidenziale, ovvero quel concetto di circolarità dell'essere espresso in I, 221-222 Ortus cuncta suos repetunt matremque requirunt, / et redit ad nihilum, quod fuit ante nihil, concetto comune a molte filosofie antiche. Infine, il punto di vista della Consolino, per cui sul piano ufficiale, vivendo nella prima metà del VI secolo, Massimiano non poteva che aderire al Cristianesimo. La studiosa, richiamandosi alla sentenza di Niccoli sull'impossibilità di non poterlo dire pagano e di non riuscire a scorgere in lui tracce di cristianesimo, invita a convenire sulla singolare «sensibilità di Massimiano (dall'angosciata constatazione del disfacimento fisico che annuncia la fine, all'atteggiamento inibito nei confronti del sesso)», definita perciò «improbabile in un mondo ancora pagano».

## Fortuna
Lo stile «fortemente retorico e disseminato di sententiae» e gli argomenti di carattere moraleggiante furono le principali cause del largo consenso che Massimiano riscosse in epoca medievale. Il suo nome compare nei cànoni degli autori morali raccomandati per le scuole e spesso lo troviamo accostato all'epiteto ethicus; può apparire quanto meno strano al lettore odierno come questi carmi «con impudenti elogi si davano a leggere perfino ai giovanetti!».
Il nome di Massimiano è attestato posteriormente ai secc. X-XI, in
raccolte miscellanee di sapore sapienziale. La prima testimonianza della
popolarità raggiunta da Massimiano è certificata da Ebherardus Bethuniensis
(Eberardo il Germanico o Eberardo di Brema), vissuto nel sec. XIII e autore del
Laborintus dove Massimiano è citato al quinto posto nell'elenco dei trentasette
auctores da far leggere agli allievi, incluso dopo i Disticha Catonis,
l'Ecloga Theoduli, Aviano ed Esopo: Ebherardus considera Massimiano uno
scrittore di massime sapienziali a proposito degli acciacchi della vecchiaia.
Una seconda testimonianza è data dal Florilegio poetico dove Massimiano
è elogiato dall'anonimo autore; ancora, J. Magnus, scrittore tolosano del secolo
XV, cita i distici di Massimiano nel suo Sophologio; riporta i versi di
Massimiano nella sua Margarita poetica anche Alberto de Eyb (Albrecht
von Eyb), segretario di Pio II Piccolomini, e, ugualmente, Gregorio Britannico in
un'orazione tenuta a Cremona nel 1492.
Sono proprio i florilegi, raccolte di brani scelti con varie finalità
(morali, didattiche, canoniche, dogmatiche), assai diffusi nel Medioevo, a
riportare i versi massimianei accanto a quelli di Orazio, di Persio, di
Giovenale e di altri autori esemplari. I titoli preposti ai testi variano da Proverbia Maximiani a De senectute o De incommodis senectutis, mentre
il codice M del sec. XIII chiude
così il colophon: explicit IV liber ethicorum. Bertini[3] sottolinea
il pieno e incondizionato apprezzamento delle elegie di Massimiano in epoca
medievale, ricordando il riecheggiamento o il calco di alcuni suoi versi nel Pamphilus,
una commedia del XII sec. molto diffusa nelle scuole. A titolo di esempio,
riportiamo qui i vv. 161-162 dove il protagonista Panfilo così si rivolge a
Galatea: «Non sum qui fueram, vix me cognoscere possum, / Nec bene vox sequitur; sed tamen inde loquar».
Ma di gran lunga più autorevole è per Bertini e per la Consolino[5],
oltre al predetto Laborintus, il Registrum multorum auctorum,
composto dal rector scolarum Ugo di Trimberg intorno al 1280, dove
Massimiano è collocato fra gli auctores minores dopo i Disticha Catonis, Esopo, Aviano, il Geta e il Phisiologus (testi
cosiddetti minori su cui i ragazzi apprendevano i primi rudimenti) e del quale
viene tracciato anche un breve ma eloquente profilo[6]. Anche
la Consolino vede nella diffusa sentenziosità di Massimiano, nella «sua
capacità di condensare in brevi passi a carattere epigrammatico o addirittura
in un verso considerazioni di portata generale», il principale motivo della
definitiva inclusione nel canone scolastico a partire dall'XI secolo, quando le
elegie entrarono a far parte dei Libri Catoniani. Questi
scritti si accompagnavano solitamente con altri testi, quali la Ilias Latina,
Darete Frigio, l'Achilleide di Stazio e il De raptu Proserpinae
di Claudiano: un corpus di letture
tese a educare il gusto dei ragazzi del tempo attraendoli con l'interesse dei
soggetti, quali il mito e – in particolare – la saga troiana. Il giudizio su
Massimiano non fu sempre positivo: Alessandro Villadei (di Villadieu, sec.
XIII) nella presentazione del suo Doctrinale puerorum, un trattato di
grammatica per studenti e docenti, afferma che la sua opera risulterà certo più
utile delle nugae di Massimiano. Di per sé, il termine nugae non
contiene (e non conteneva all'epoca) un'accezione dispregiativa; si tratta,
probabilmente, del titolo sotto il quale i versi erano tramandati, eppure, nell'intenzione
neanche troppo latente del Villadei, costituisce un giudizio comunque
limitativo circa l'effettiva utilità dei carmi di Massimiano sulla formazione
scolastica degli studenti. Infine, sempre da Bertini, si riporta quanto si legge in un Accessus Maximiani: 
est enim sua materia tardae senectutis querimonia. Intentio sua est quemlibet dehortari ne stulte optando senectutis vitia desideret, utilitas libri est cognitio stulti desiderii, senectutis evitatio. Ethicae subponitur quia de moribus tracta[9]. La Consolino
nota qui il tentativo dell'autore di esorcizzare la profanità del tema
glissando sulla componente erotica, spostando invece l'attenzione sull'aspetto
meno ‘spinto’ del liber, cioè gli inconvenienti della vecchiaia e la
stoltezza di volervi giungere.
I sei versi iniziali della I elegia furono rinvenuti per la prima volta dal
Traube, nel codice Paris. Lat. 2832
del IX secolo, un florilegio con testi in prevalenza cristiani, erroneamente attribuiti
a Eugenio di Toledo e intitolati “Eugenius Toletanus De sene”. Leotta dedica un suo studio a un
anonimo componimento esametrico sulla vecchiaia che richiama molto da vicino la
I elegia di Massimiano e ne testimonia la diffusione come testo scolastico.
Questo carme, inserito in un florilegio tramandato dal codice Palat. Lat. 487 (sec. IX), è stato edito separatamente più volte ed è stato datato all'età carolingia.
Attingendo a Massimiano (e, in generale, alla topica letteraria sull'argomento), l'anonimo imitatore «compendia alla perfezione i centoquarantasei distici della
prima elegia» (in quaranta versi,
dimostrando di padroneggiare scaltramente la tecnica retorica della brevitas.
Anche in questo componimento viene ‘rivisitato’ il famoso I, 5-6, con
l'aggiunta dell'avverbio dudum tra qui e fueram (v. 9: Non sum, qui dudum fueram, cum viveret in me / Virtus, qua pugnans cunctos superare solebam). Che non ci fossero preclusioni
per l'imitazione dei versi a soggetto erotico è dimostrato dall'esempio, citato
dalla Consolino[15], di Anselmo da Besate, detto
Peripateticus, autore di una Rhetorimachia composta fra il 1046 e
il 1048, dove lo scrittore mostra di conoscere l'episodio della Graia puella.
Essendo Massimiano trasmesso sovente insieme ai poemi ovidiani, lo ritroviamo
imitato in due poemetti pseudovidiani del XIII sec., la Pseudo-Ars amatoria
di 95 distici e gli Pseudo-Remedia amoris di 30 distici. Fu ancora molto copiato nel XV sec., a cui risale
circa un terzo dei cinquantasette manoscritti che lo tramandano. Oltre al
tradizionale antico cànone, le elegie di Massimiano si possono trovare affiancate
a testi non facilmente riconducibili a un unico denominatore: autori antichi e
moderni, soggetti sacri e profani, elegie tristi e liete.
Tornando al distico I, 5-6, ad
accrescere sempre più la fortuna di questo stilema contribuì il Petrarca,
servendosene in una lettera a Pandolfo Malatesta (Var. IX, 21-22 Non sum qui fueram: mihi ipse gravis in dies ac molestus fio) e nel «ch'i' non
son più quel che già fui» di un sonetto,
anche se è difficile dimostrarne la dipendenza diretta o indiretta dal testo
massimianeo. Lo stesso legittimo dubbio serpeggia per l'ariostesco «Non son,
non sono io quel che paio in viso» e
per il montiano «mai più quell'io non son»[18]. Ma
l'esempio più famoso della ripresa di I, 5-6 è quello del Foscolo, nell'apertura
del sonetto II (Di se stesso) con una
traduzione quasi ad verbum: «Non son chi fui; perì di noi gran parte: /
questo che avanza è sol languore e pianto». Non sapremo mai se Foscolo fosse
consapevole di tradurre Massimiano o se, invece, fosse ancora convinto di
leggere in quei versi Cornelio Gallo, lo sfortunato poeta del I sec.,
precursore di Tibullo e amico di Virgilio[20].
Perché questo dubbio? A cosa risaliva questa ambiguità nell'attribuzione dei
versi di Massimiano a un poeta di mezzo millennio prima? Eppure l'opera e il
nome di Massimiano avevano attraversato i secoli del Medioevo non solo indenni,
anzi, godendo di notevole fama e fortuna. È con la scoperta della stampa e con
l'Umanesimo che prende corpo una clamorosa mistificazione che porterà per
decenni ad attribuire la paternità delle elegie a Cornelio Gallo. Ma andiamo
con ordine.
Nonostante fosse stata preceduta dall'editio princeps del 1473 e,
successivamente, da un'edizione parigina del 1500, fu l'edizione del 1501 a Venezia,
curata da Pomponio Gaurico, a innescare lo scambio di persona. L'appena
diciannovenne umanista, studente all'Università di Padova e fratello del famoso
astrologo napoletano Luca Gaurico, scientemente o in buona fede, per ambizione
di fama e guadagno o caduto in un incredibile abbaglio, compì
una sistematica opera di manipolazione su queste elegie, tagliando e
interpolando, e prepose a esse il racconto della vita dell'autore: ed ecco che,
dopo secoli vissuti nel buio della rassegnazione, venivano restituite all'umanità
le parole e la voce di uno dei poeti più importanti della letteratura latina, «il
maestro dell'età elegiaca, pregiato come nessuno da Virgilio».
Gaurico dunque pubblicò le elegie sotto il nome di Cornelio Gallo chiamandole fragmenta. 
Il racconto della vita del poeta foro-juliensis è intessuto di errori e di
forzature: conciliare Forum-Julii con l'Etruria, affibbiare a Gallo la
professione di orator, giustificare la tarda età dell'autore con il
suicidio del poeta a 43 anni, considerare l'invio come legatus ad Eoas partes con la prefettura tenuta da Gallo in Egitto, dividere il cuore del
poeta non solo con l'amata Licoride ma con le novità rappresentate da Aquilina,
da Candida e dalla Graia puella. Altrettanto laboriosi furono gli
interventi di taglio e di manipolazione sui versi: soprattutto l'espunzione
netta del tredicesimo distico della IV elegia, dove compare il nome di
Massimiano, e, nella III, la sostituzione del nome di Boezio con la falsa
lezione Bobeti. Nel giro di pochi anni presero a circolare nuove
edizioni delle elegie di Gallo, inducendo umanisti del calibro di Giovan
Battista Rhamnusius e del francese René Rapin a sperticarsi in elogi verso il
meritevole Gaurico. L'inganno fu però presto smascherato e autorevoli voci si
levarono per denunciare il malaffare e riparare i danni. Ma
la maggioranza non comprese nulla di questa «transpersonalizzazione letteraria», non rilevando il falso,
né comprendendo il testo. Secondo gli studiosi, spetterebbe a Teodoro Pulmannus
(Theodor Poelmann) il merito di aver restituito le elegie a Massimiano,
ripristinando anche il distico espunto da Gaurico, nell'edizione di Anversa del
1569. Sarà necessario attendere però il Settecento e l'opera del Fontanini per
fissare una chiarificazione decisiva e ridare definitivamente le sei elegie a
Massimiano. I tentativi di affermarsi delle due versioni portò alcuni editori a
curiose soluzioni di compromesso, come quelle di pubblicare le elegie con il
titolo di Cornelii Maximiani Galli Etrusci o Cn. Corneli Galli vel potius Maximiani Elegiarum libellus o simili. Insomma, per i lettori
vissuti dal 1600 in avanti, la consapevolezza di avere tra le mani l'opera di
Cornelio Gallo o quella di Massimiano sembra essere dipesa dall'edizione che stavano
leggendo. Per questi motivi rimane il dubbio, tornando a Foscolo, che egli
pensasse di imitare Cornelio Gallo e non Massimiano, quando tradusse il famoso Non sum qui fueram… (I, 5-6). E
probabilmente sia Shakespeare, sia Milton, quando composero rispettivamente il
sonetto 19 e l'elegia I, 5,
avevano la medesima convinzione del Foscolo. Infine, sarebbe suggestivo
immaginare che anche il Leopardi sia caduto in questo equivoco e che negli occhi
«ridenti e fuggitivi» di Silvia risonasse l'eco di et modo subridens latebras fugitiva petebat (I, 67).

## L'Appendix Maximiani
Sotto il nome di Appendix Maximiani
sono stati tramandati alcuni brevi carmi, di recente scoperta. I pochi studi
specifici intrapresi non sono riusciti a dissipare le ombre sulla loro storia e
sul loro autore (o autori), limitandosi a evidenziare gli scarni dati sicuri e
a proporre un ventaglio di ipotesi più o meno percorribili.
Fu H.W. Garrod ad accorgersi, nel 1908, di alcuni componimenti – 107
versi in totale – nei ff. 13r ss. del codice Bo (Bodleianus 38, sec.
XII), collocati immediatamente dopo le elegie di Massimiano. Essi videro
editorialmente la luce nel 1910, quando lo stesso Garrod li pubblicò suddividendoli
in quattro carmi: due di carattere erotico in distici elegiaci (I e II), due appartenenti
al genere epidittico, uno in esametri (III), l'altro di nuovo in distici
elegiaci (IV). La scoperta non suscitò certo euforia negli ambienti accademici,
se è vero che, solo nel 1960, grazie al notevole contributo di Schetter, l'Appendix iniziò a risvegliare l'attenzione degli studiosi.
Rispetto all'edizione di Garrod, Schetter, avvalendosi di un secondo
testimone completo del corpus – il
codice recentior H (Hafniensis Thott 1064,
sec. XV) della Biblioteca Reale di Copenaghen – fornì nuovi importanti elementi:
1. 
il carme IV di Garrod deve essere in realtà letto come
due distinti componimenti. Infatti, sia Bo
che H, al IV, 22, riportano un segno
di separazione (forse sfuggito a Garrod). Pertanto, il carme IV si conclude al
v. 22 e i rimanenti quattordici versi costituiscono il nuovo carme V (IV = IV 1-22
Garrod; V = IV 23-36 Garrod);
2. 
il cod. H
riporta ulteriori dieci versi che Schetter pubblicò in editio princeps come il VI carme della raccolta (dedicato a un
ruscello);
3. 
nel cod. Bo
le Elegie di Massimiano e i carmi
dell'Appendix fino a IV, 1 sono
scritti dalla stessa mano;
4. 
la trasmissione dei carmi dell'Appendix appare strettamente collegata alla tradizione del corpus massimianeo, perché tali
componimenti sono stati conservati solo insieme al ciclo maggiore.
In particolare, per Schetter, la necessità di dividere il carme IV di
Garrod in due diversi componimenti è dovuta al segno di separazione riportato
dai codici, ma anche alla diversità dei temi trattati e all'unitarietà
strutturale del V carme, evidenziata dal rapporto di Ringkomposition tra il primo e l'ultimo distico. Lo studio di Schetter si concludeva con due osservazioni relative alla
data di composizione e all'autore. I carmi III e IV, di carattere occasionale, celebrando
la costruzione di una fortezza voluta dal re goto Teodato (534-536),
costituiscono un innegabile terminus post quem utile alla datazione, mentre la differenza di livello artistico tra i
primi due carmi e i restanti quattro esclude la mano di un solo autore per la
raccolta, e dello stesso Massimiano, sicuramente per i primi due. A distanza di
dieci anni, in occasione dell'edizione della raccolta massimianea, Schetter
tornò sull'argomento Appendix,
rivedendo in parte le sue posizioni: da un lato scartando l'ipotesi della
paternità massimianea anche per il gruppo di carmi III-VI, dall'altro
ipotizzando una stessa mano autrice dell'intero ciclo.
Sempre nel 1970 si inserisce l'interessante lavoro di Domenico
Romano, che,
in opposizione alle tesi di Schetter, propose di leggere i carmi dell'Appendix nientemeno che come produzioni
giovanili proprio di Massimiano. Appoggiandosi su quanto affermato dallo stesso
Massimiano circa la sua attività di poeta condotta in giovane età: saepe poetarum mendacia dulcia finxi, / et veros titulos res mihi ficta dabat (I, 11-12), Romano si dedica a dimostrare
come questi brevi carmi costituiscano i resti dei componimenti che il poeta
scriveva – non senza gloria – nella sua giovinezza. Già le premesse della
stessa tradizione delle Elegie e la
redazione compiuta da una stessa mano sono per Romano, se non una prova, almeno
due pesanti indizi della probabile attribuzione dell'Appendix a Massimiano. Anche la data della composizione, oscillando
intorno al regno di Teodato, collìma con l'epoca in cui sarebbe vissuto
Massimiano e, infine, «la probabilità diviene certezza quando si consideri la
stretta parentela esistente sul piano della lingua, dello stile e,
limitatamente ai cc. 1 e 2, anche del contenuto tra le elegie e questi carmi». E la
stessa raccolta, inquadrata nella sua dimensione storica, acquista un valore
particolare, allorché ci aiuta a conoscere meglio l'uomo Massimiano e a
comprendere più profondamente alcune parti del suo liber. Da un punto di vista cronologico, per Romano, non ci sono intoppi:
Massimiano, più giovane di Boezio, nacque negli anni 495-500, scrisse questi
carmi prima del 536 (morte di Teodato) e, al termine della guerra gotica (553),
nel periodo di pace coincidente con la ripresa delle relazioni culturali fra
Roma e l'Impero Bizantino, l'anziano poeta riprese la sua attività poetica che
tante soddisfazioni gli aveva dato in gioventù. Romano si addentra nello studio
comparativo dei sei carmi e delle sei elegie, stilando un elenco di loci similes, «disponendoli per
categorie che prevedono “analogia concettuale”, “parentela linguistica”,
“concordanza verbale”, identità di clausole, frequenza di vocaboli, riprese di
figure retoriche».
Valgano per tutti due degli esempi ripresi e sviscerati da Alessandro Fo
nel suo ampio studio sull'Appendix[8]. Il I
carme è strutturato come una progressiva rassegna delle bellezze della donna protagonista
che, partendo dalla testa e scendendo sensualmente verso il basso, si configura
quasi come uno ‘spogliarello immaginario’. Il
tema trattato richiama immediatamente il confronto con le due descrizioni
femminili di Massimiano: l'elenco delle qualità della sua bellezza ideale in I,
89-100 e la descrizione del fascino della Graia puella di V, 25-30. Sebbene nei tre brani si intravedano i topoi classici della tecnica descrittiva
che, sotto il nome di ‘cànone delle bellezze’, tanta fortuna avrà nel Medioevo
e nel Rinascimento, tante e tali sono «le analogie di tecnica e particolari […]
da autorizzare la conclusione che non possano essere puramente casuali». In
particolare, è evidente l'analogia tra le due immagini di donna del carme I e
della V elegia, dove «la rappresentazione, più crudamente realistica, contiene
una maggior ricchezza di elementi descrittivi e sono scomparse quelle durezze
espressive e quella fatica compositiva che si notano nel carme», rivelatrici
del desiderio dell'autore «di mettere a profitto una tecnica non ancora bene
assimilata». Anche Romano si trovò di
fronte alle evidenti differenze tecnico-artistiche dei primi due carmi rispetto
agli altri, giustificate però dallo studioso come i primi rozzi tentativi
poetici del giovane Massimiano, veri e propri «rudimenta di un principiante. […] Questi due carmi, che per l'ars versificandi incerta ed elementare e
per la prosodia talora scorretta recano chiari i segni dell'esercitazione di un
poeta ancora inesperto, sono pur sempre notevoli se si considerano come uno specimen di quella poesia giovanile di
Massimiano, […] sia per la predilezione del tema erotico già trattato con
spregiudicatezza, sia come documento di uno stile che va formandosi».
Il secondo caso in cui il confronto tra elegie e carmi vale non solo come
accostamento tematico-stilistico ma serve anche a chiarirne il senso, è l'esame
parallelo della «Kultivierung der Natur» dei
carmi IV-VI con gli analoghi spunti delle elegie I, 175, I, 241 ss., II, 45-50.
L'immagine della natura nei carmi, costruiti con l'aiuto di una squisita
tecnica ecfrastica, risulta vivida, ricca di aggettivi topici, resa con le
stesse qualità pittoriche che ritroveremo nella descrizione delle gratae res (I, 155) delle elegie: gli
spettacoli naturali (I, 175), le sensazioni di caldo e freddo, della primavera
e dell'autunno (I, 241 ss.), le descrizioni bucoliche (II, 45-50).
A questo punto,
continua Fo, ci si trova di fronte a tre possibilità di scelta:
1. 
Massimiano è l'imitatore dell'ignoto autore dei carmi;
2. 
Massimiano ha ricordato e rielaborato parte dei suoi
componimenti giovanili;
3. 
l'ignoto autore dell'Appendix ha imitato Massimiano.
L'ipotesi nr. 2 è quella di Romano, mentre Fo prosegue la sua analisi
dichiarandosi più incline, per tutta una serie di motivi tecnico-stilistici, a
sposare l'ipotesi nr. 3. Fo
screma l'elenco dei loci similes
formulati da Romano, arrivando ad accettare il solo episodio dello
‘spogliarello immaginario’ accennato sopra. Ed è più semplice pensare che
l'autore del I carme abbia condensato nella sua descrizione i due passi di
Massimiano di I, 89-100 e V, 25-30 che non viceversa. A conclusione del suo
studio, arricchito dal contributo di nuovi elementi e dall'inquadramento in una
diversa prospettiva, Fo si rassegna a riconoscere, pur non aderendovi,
l'ipotesi di Romano come l'unica in grado di eludere tutte le difficoltà
emerse. Preferendo comunque provare a percorrere altre soluzioni, Fo ci lascia
le sue risultanze:
-
i carmi III e IV (databili al regno di Teodato) sono
della stessa mano e i carmi V e VI non appartengono allo stesso ciclo di
III-IV;
-
nessun carme dell'Appendix
può essere attribuito a Massimiano;
-
verosimilmente il carme I è posteriore alle Elegie.
La Rassegna della Sequi ci
informa che, da Fo in poi, gli studi sull'Appendix,
in attesa di una nuova edizione, si sono limitati a puntuali interventi
testuali